# Il cardellino
Il cardellino (The Goldfinch) è un romanzo scritto nel 2013 da Donna Tartt.
Terzo romanzo di Tartt, in esso si raccontano le vicissitudini che il personaggio principale, Theo Decker, un ragazzino di tredici anni, è costretto ad attraversare, in seguito ad un evento assai traumatico (la morte della madre) che lo condizionerà per tutta la vita. Con questo libro Tartt ha vinto il Premio Pulitzer per la narrativa del 2014.

## Trama
Theo Decker è un ragazzino di tredici anni che frequenta la terza media. Un giorno, all'improvviso, scoppia una bomba al Metropolitan Museum dove Theo si trova insieme alla madre. Theo riesce a sopravvivere all'attentato terroristico, ma la madre muore, in quello stesso istante in cui la vita di Theo, ineluttabilmente, si riduce in frantumi. Solo a New York, senza parenti né un posto dove stare, viene accolto dalla ricca famiglia di un suo compagno di scuola. Theo, però, si trova a disagio nella nuova casa di Park Avenue, isolato dagli amici e tormentato dall'acuta nostalgia nei confronti della madre.
Theo si aggrappa perciò alla cosa che più di ogni altra ha il potere di fargliela sentire vicina: un piccolo quadro dal fascino singolare (The Goldfinch, Il Cardellino, appunto) che, a distanza di anni, lo porterà ad addentrarsi negli ambienti pericolosi della criminalità internazionale. Nel frattempo Theo cresce, diviene uomo, si innamora e impara a scivolare con disinvoltura dai salotti più chic della città al polveroso, intricato e camaleontico labirinto del negozio di antiquariato dove lavora. Finché, preda di una pulsione autodistruttiva impossibile da controllare, si trova coinvolto in una rischiosa partita dove la posta in gioco è appunto il suo "talismano", il piccolo quadro raffigurante un cardellino che, forse, sta a rappresentare l'innocenza perduta e la bellezza che, sola, può salvare il mondo.

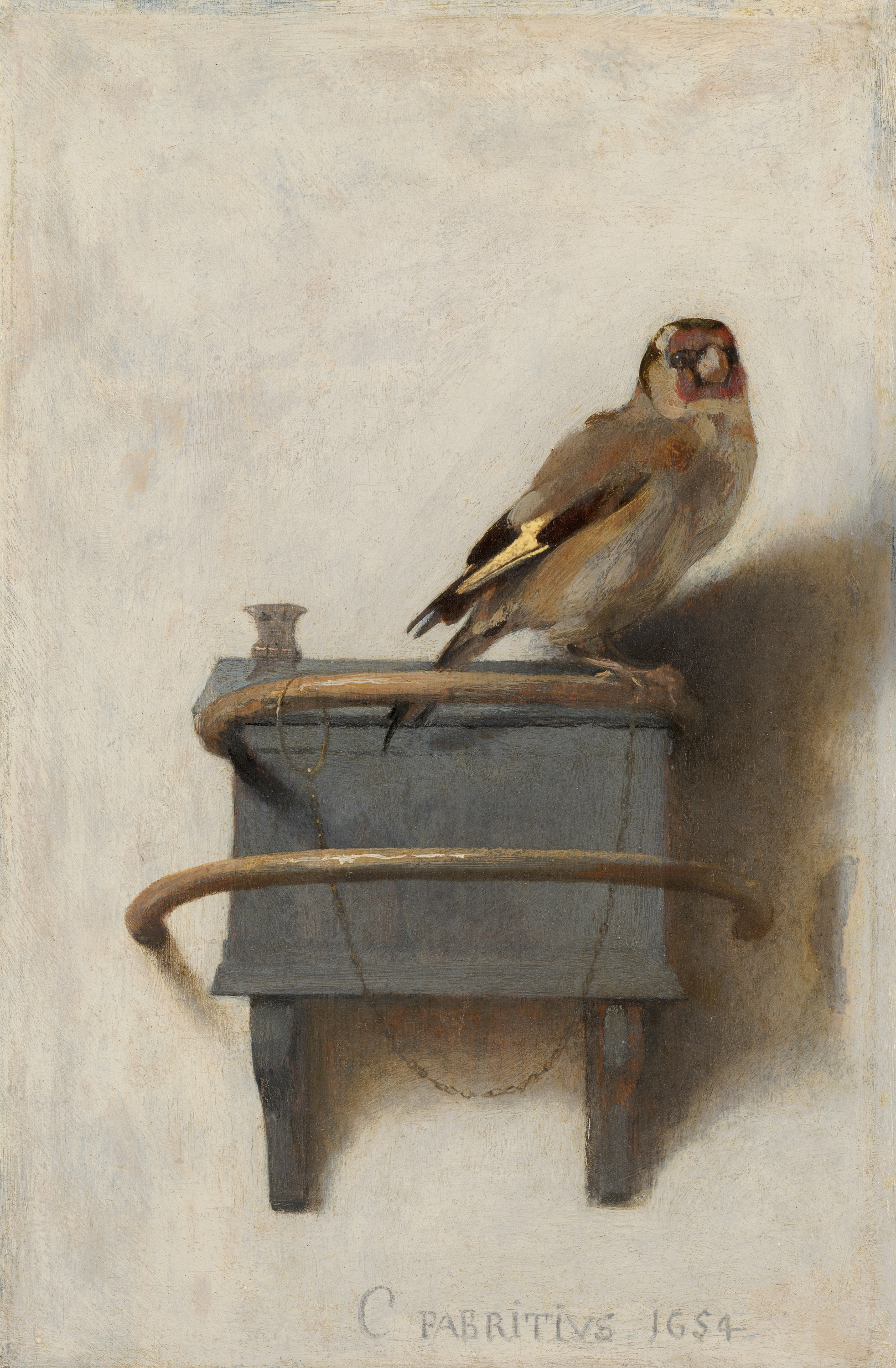
Il dipinto titolare, Il cardellino (1654), di Carel Fabritius

## Accoglienza
La ricezione critica del romanzo è stata polarizzata. All'inizio, le pubblicazioni commerciali Kirkus Reviews e Booklist hanno pubblicato entrambe le recensioni "speciali". Booklist ha scritto: "Inzuppato di dettagli sensoriali, intriso dei pensieri e dei sentimenti ribollenti di Theo, innescato da agili dialoghi e spinto dall'escalation dell'angoscia cosmica e dall'azione da thriller, il romanzo di Trincant, ribelle, avvincente e lancinante conduce una grande indagine su il mistero e il dolore della sopravvivenza, della bellezza e dell'ossessione e la promessa dell'arte."
Stephen King ha elogiato il romanzo e ha definito la Tartt "una scrittrice straordinariamente brava." Sul New York Times, Michiko Kakutani ha sottolineato ciò che ha visto come elementi Dickensiani del romanzo, scrivendo: "La signora Tartt ha fatto dell'uccello di Fabritius il MacGuffin al centro del suo glorioso romanzo Dickensiano, un romanzo che mette insieme tutti i suoi notevoli talenti narrativi in un insieme estatico e sinfonico e ricordano al lettore i piaceri della lettura coinvolgenti e stabili per tutta la notte." Woody Brown, scrivendo in Art Voice, ha descritto Il cardellino come "una meravigliosa, epica storia, una delle cui 773 belle pagine dicono, in breve: 'Come possiamo? Eppure, lo facciamo.'"
A metà del 2014, Vanity Fair ha riferito che il libro aveva ricevuto "alcune delle più severe stroncature a memoria d'uomo da parte dei più importanti critici del Paese e ha scatenato un vero e proprio dibattito in cui i detrattori ritengono che sia in gioco niente di meno che il futuro della lettura stessa". Sia James Wood del The New Yorker che la London Review of Books hanno affermato che il libro fosse di genere giovanile, il primo sostenendo che "il tono, il linguaggio e la storia del romanzo appartengono alla letteratura per bambini", mentre il secondo ha definito Il cardellino un "libro per bambini" per adulti. Il Sunday Times di Londra ha affermato che "nessun sforzo per elevarsi può mascherare il fatto che Il cardellino è un tacchino", e  The Paris Review ha dichiarato: "Un libro come Il cardellino non annulla alcun cliché, ma li sfrutta."

## Adattamento cinematografico
John Crowley ha diretto un adattamento cinematografico per la Warner Bros. e Amazon Studios. Ansel Elgort e Oakes Fegley condividono il ruolo principale di Theo, e Finn Wolfhard e Aneurin Barnard condividono il ruolo di Boris.

## Edizioni italiane
- Donna Tartt, Il cardellino, traduzione di Mirko Zilahi de’ Gyurgyokai, Rizzoli, 2013, ISBN 978-88-17-07238-0.